# Pleusymtes kariana
Pleusymtes kariana är en kräftdjursart som först beskrevs av Stappers 1911.  Pleusymtes kariana ingår i släktet Pleusymtes och familjen Pleustidae. Inga underarter finns listade i Catalogue of Life.